# Брус Лий
Брус Лий  (на английски: Bruce Lee, на пинин Lǐ Xiǎolóng, Ли Сиаолон) е артистичен псевдоним на американския и хонконгски киноактьор Лий Юен Кам от китайски произход, смятан от мнозина за най-великата и най-влиятелна личност в бойните изкуства през XX век.

## Биография
Легендата Брус Лий е роден в Сан Франциско на 27 ноември 1940 г. (година на Дракона) по време на американски гастроли на родителите му актьори от Хонгконг, когато майка му Грейс Лий (с майка китайка и баща германец) ражда своя втори син Лий Юен Кам (в превод означава „Защитник на Сан Франциско“). Живеят сами в Хонконг, защото баща му Ли Хой Чен, звезда на Кантонската опера, често играе в театрите в китайския квартал в Ню Йорк, докато семейството му е на около 5000 мили от там, в Хонгконг.
Придобил по-голяма известност мъртъв, отколкото жив, Брус Лий влиза в митологията на кунг-фу и става легенда на 20 юли 1973 г. на 32-годишна възраст, точно когато започва да се радва на истинската слава след последния си филм „Дракона идва“. Тази толкова неочаквана смърт повдигна много въпроси, тъй като здравословното състояние на актьора никога не е подлежало на съмнение.
Почитателите му, които с помощта на видеото стават все по-многобройни, продължават да се вълнуват от причините, довели до смъртта му:
- от мозъчна едема – според медицинската експертиза;
- защото е разгласил тайните на кунг фу – според ред други;
- убит от представители на неприятелска школа по бойни изкуства – според мнението на трети.

Кинофилмите, които прави, включително последният му „Дракона идва“, извисяват традиционното хонгконгско бойно изкуство до нови върхове. По този начин той подготвя почвата за бъдещите си приемници като Чък Норис, Джеки Чан, Джет Ли, Стивън Сегал и Жан-Клод Ван Дам. Брус Лий е основател на джийт кун до, което той самият не желае да определя като стил: "Веднъж завинаги да се разбере, че не съм измислил нов стил, съчетание или модификация...".

## Детство
За първи път Брус се снима още като бебе в „Момчето от Голдън Гейт“ (1941). Трудно е да се изброят всички филми, в които той участва като дете заедно с родителите си, но първият филм в който играе главната роля, е „Началото на едно момче“. Макар че родителите му следят да се снима в киното само през ваканциите, знанията на младия Брус са твърде объркани и носят белезите от смяната на много училища. Спокойната и охолна семейна обстановка не задоволява младия човек и той проявява особен интерес към улицата и подземния свят. Властен по природа, той обича да се налага като шеф на уличните групи, където споровете често се разрешават с юмруци.
Когато на 13-годишна възраст за малко не му счупват черепа, болезненият опит го насочва към сериозни практически занимания с бойни изкуства. Баща му, фанатичен почитател на телесната хигиена, ежедневно се занимава с гимнастиката тай чи чуан на монасите даоисти. Запознава с нея своите деца, и то от ранна възраст.
Брус започва своите занимания с бойни изкуства при майстора на Винг Чун – великият Ип Ман. Учи при него около една година, след което започва паралелно с тези уроци да взима и частни от най-изявения по онова време боец в Хонг Конг – сифу Вонг Шун Люн (ученик на грандмайстор Ип Ман и негов помощник).

## Зряла възраст
На 18-годишна възраст Брус Лий заминава за САЩ, по времето, когато неговият първи филм „Сирачето Ах-Сам“ му спечелва известен авторитет в Хонгконг. Първите му години там са трудни – студент по философия във Вашингтонския университет в Сиатъл, сервитьор в кафене и преподавател по кунг фу и карате. През 1964 г. се жени за Линда, която му ражда 2 деца – бъдещите киноактьори Брендън и Шенън.
На шампионат по карате в Лонг Бийч тв продуцентът Уилям Дозиър забелязва Брус. Тогава Лий е ръководител на школа по карате, в която се обучават филмови звезди, между които Стийв Маккуин и Джеймс Кобърн. Договорът е сключен и младият азиатец играе главна роля в тв сериал „Зеленият стършел“ (1965 – 1967).
По време на турне в Хонконг Брус Лий се запознава с продуцента Реймънд Чоу. Убеден, че успехът му в САЩ е само въпрос на време, той отказва всякакви договори. През 1971 г., уморен да чака покана от Холивуд, се съгласява да участва в „Големият шеф“, чийто продуцент е Чоу. Този филм се радва на касов успех в Далечния изток. Тогава той се завръща в Хонконг и снима „Юмрукът на яростта“. Следва още по-голям успех. Така става и с третия филм „Пътят на Дракона“. Интересът към него в Холивуд нараства и по всяка вероятност жадуваният успех щеше да дойде след четвъртия му хонгконгски филм „Дракона идва“.
На 10 май 1973 г. при дублаж на филма актьорът получава последователно 2 припадъка. Веднага го пренасят в болница в Хонконг, където изследванията установяват, че „нещо в мозъка не е наред“. Подробните изследвания не донасят нищо конкретно и той продължава работата си в киното. На 20 юли актьорът има среща с продуцента Реймънд Шоу в дома на актрисата Бети Тинг-Пей, за да обсъдят сценария за новия филм „Смъртоносната игра“. Брус започва да се оплаква от главоболие. „Дадох му таблетка еквадзежик, лекарство против главоболие“ – си спомня Бети. – „След това Брус отиде да си полегне в спалнята.“ Няколко часа по-късно той продължава да спи и не реагира, дори когато Шоу се опитва да го събуди с леки плесници. Извикват лекар, който установява смъртта на актьора. Часът е 21 ч. и 45 мин.
В протокола от аутопсията се споменава за следи от канабис в стомаха на актьора, но се добавя, че този лек наркотик, който би могъл да се сравни по ефект с чая, не е могъл да причини смъртта. В стомаха на Брус Лий е намерено единствено съдържанието на таблетката еквадзежик. Протоколът заключава, че Брус не е починал нито от отравяне, нито от мозъчен кръвоизлив, тъй като няма спукани кръвоносни съдове, а от едема, дължаща се на свръхчувствителността му към съставка на погълнатото лекарство.
Направени са му 2 погребални церемонии – в Хонконг, за семейството му, където се събират около 30 000 души, и в Сиатъл, където актьорът е погребан на тревист хълм срещу езерото Вашингтон – неговото любимо място за отмора. В Сиатъл Джеймс Кобърн произнася надгробна реч, а сред присъстващите е Стийв Маккуин. Американският актьор казва: „Сбогом, братко. За мен бе чест да споделя с теб този кратък период от времето и историята. Като приятел и учител ти успя да обединиш в едно у мен физиката, духа и психиката.“ След тези кратки думи той хвърля белите ръкавици, с които е носил ковчега. С шепата азиатска пръст, донесена от Хонгконг, приключва земният живот на Малкия дракон и започва легендата за него.

## Частична филмография
- „Голдън Гейт Момиче“ (1941)
- „Раждането на човечеството“ (1946)
- „Моят син Ах Чунг“ (1950)
- „Зеленият стършел“ (1965 – 1967)
- „Батман“ (1966 – 1967)
- „Големият шеф“ (1971)
- „Юмрукът на яростта“ или „Китайската връзка“ (1972)
- „Пътят на дракона“ (1972)
- „Дракона идва“ (1973)
- „Игра на смърт“ (незавършен) (1973)